# Челюстни
Челюстни (Gnathostomata, от гръцки: γνάθος, гнатос – „челюст“ и στόμα, стома – „уста“) са група гръбначни животни с челюсти. Групата се състои от около 60 000 вида, което представлява 99% от всички живи гръбначни животни. В допълнение към челюстите, съществуващите челюстни също се отличават с наличието на зъби, както и хоризонтален полукръгъл канал на вътрешното ухо. Обединяват ги и физиологични, клетъчни и анатомични особености като миелиново покритие около невроните. Имат адаптивна имунна система, която използва V(D)J рекомбинация за създаване на антиген-разпознаващите участъци от вариабилните региони на антителата, а не с помощта на генетична рекомбинация в гена за променливия лимфоцитен рецептор.

## Класификация
Групата е традиционно се разделя на три:
- хрущялни риби (Chondrichthyes);
- изчезнал клон бронирани риби;
- Teleostomi, която включва познатите известните класове – костни риби, земноводни, влечуги, птици и бозайници.

Някои системи за класификация са използвали терминът Amphirhina, като паралелна група на безчелюстните. Нови фосилни находки сочат Thelodonti като най-близките роднини на Gnathostomata.

## Еволюция
Смята се, че челюстите са еволюирали от фарингиални арки поддържащи предните хрилни дъги, които придобиват нова роля: да изпомпват вода през хрилете, чрез по-ефективно отваряне и затваряне на устата. Устата впоследствие расте по-голяма и по-широка, което прави възможно да се улавя по-едра плячка. Този механизъм за отваряне и затваряне става с течение на времето по-силен и по-здрав и се трансформира в истински челюсти.
Панцерните риби използват като зъби остри костни плочи. Нови изследвания показват, челюстите в панцерните риби еволюират независимо от тези при Gnathostomata.
Gnathostomata се появяват в периода ордовик, а стават широко разпространени в периода девон.